# Dmitri Alénitxev
Dmitri Alénitxev   (Melioratorov, 20 d'octubre de 1972) és un exfutbolista rus de la dècada de 2000.

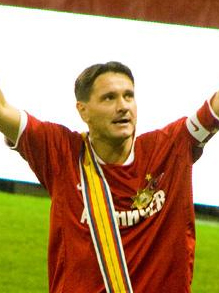
Alenitxev el 2008

Fou 55 cops internacional amb la selecció russa amb la qual participà en la Copa del Món de Futbol de 2002.
Pel que fa a clubs, defensà els colors de Lokomotiv Moscou, Spartak Moscou, AS Roma i FC Porto.
Formà part del partit Rússia Unida i el 14 de juny de 2007 fou votat per l'óblast d'Omsk al Consell de la Federació de Rússia. Hi romangué fins 2010.
El 2015 fou escollit entrenador de l'Spartak Moscou.